# Indo-Pacífico

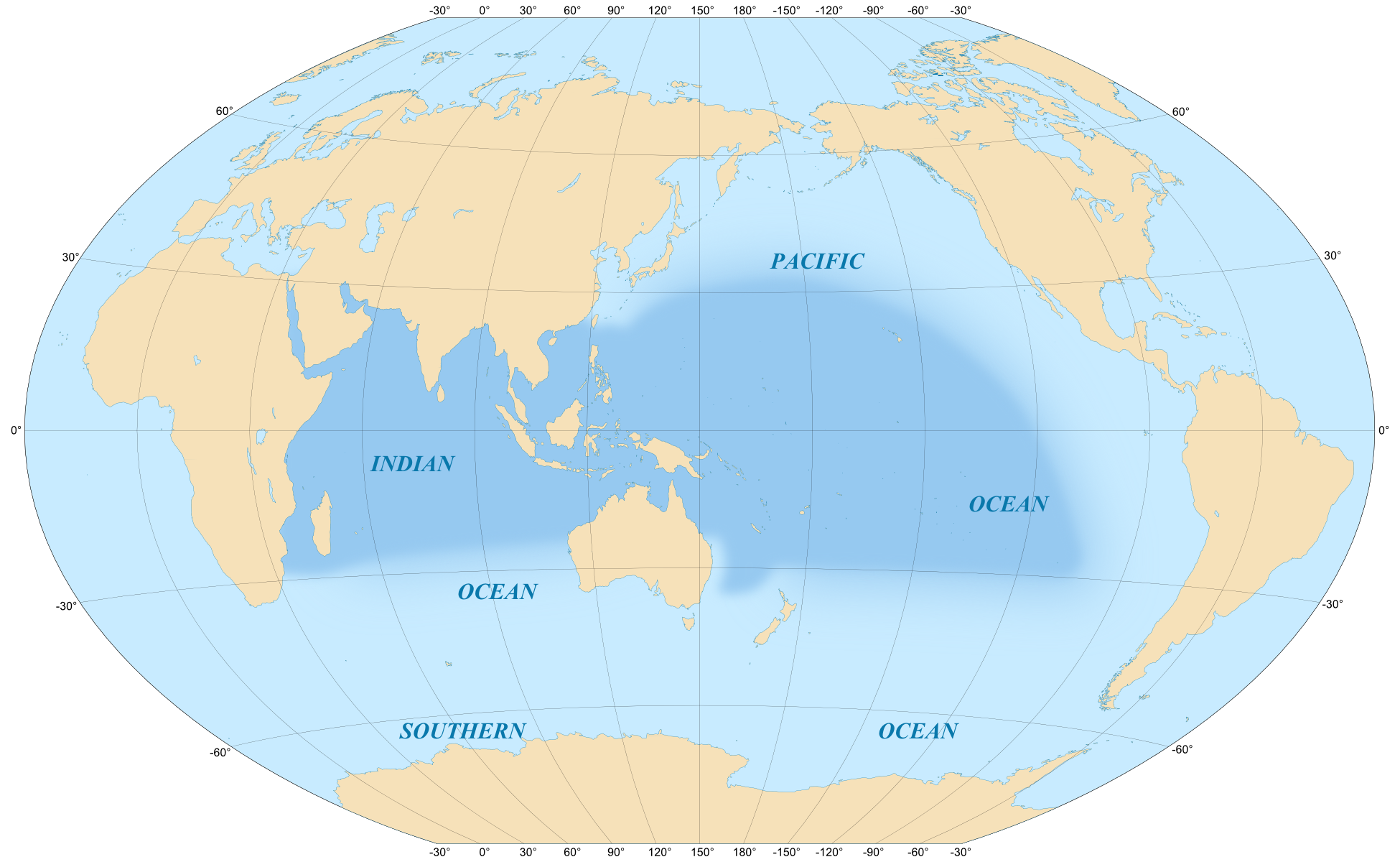
Superficie cubierta por la región hidrográfica del Indo-Pacífico.

El Indo-Pacífico es una región biogeográfica de los mares de la Tierra, que comprende las aguas tropicales del océano Índico, el océano Pacífico occidental y central, y el mar que conecta las dos en el área general de Indonesia. No se incluyen las regiones templadas y polares de los océanos Índico y Pacífico, ni el Pacífico Oriental Tropical, en la costa del Pacífico de América, es también un ámbito marino distinto. 
El término es especialmente útil en biología marina, ictiología, y campos similares, ya que muchos de los hábitats marinos están continuamente conectados desde Madagascar a Japón y Oceanía, y un número de especies se producen dentro de ese intervalo, pero no se encuentran en el océano Atlántico.

## Organización territorial
El WWF y The Nature Conservancy dividen el Indo-Pacífico en tres dominios (o subdominios), y cada uno de estos en varias provincias marinas. 

### Indo-Pacífico occidental
Cubre la parte occidental y central del océano Índico, incluyendo la costa este de África, el mar Rojo, el golfo de Adén, golfo Pérsico, mar de Arabia, golfo de Bengala y el mar de Andamán.

### Indo-Pacífico Central
Incluye los numerosos mares y estrechos que conectan los océanos Índico y Pacífico, incluidos los mares que rodean el archipiélago de Indonesia (con la excepción de la costa noroeste de Sumatra, que es parte del Indo-Pacífico occidental), el mar de China Meridional, el mar de Filipinas, la costa norte de Australia, y los mares que rodean Nueva Guinea, oeste y centro de Micronesia, Nueva Caledonia, las Islas Salomón, Vanuatu, Fiyi y Tonga. El Indo-Pacífico Central, debido en parte a su ubicación central en la reunión de los dos océanos, tiene la mayor diversidad de corales y manglares.

### Indo-Pacífico oriental
El Indo-Pacífico Oriental rodea a las islas volcánicas de todo el océano Pacífico central, que se extiende desde las islas Marshall a través de la Polinesia central y sureste hasta la isla de Pascua y Hawái.